# Amadou Katy Diop
Amadou Katy Diop (ur. 11 lutego 1953) – senegalski zapaśnik walczący przeważnie w stylu wolnym. Dwukrotny olimpijczyk. Odpadł w eliminacjach turnieju w Moskwie 1980 i Los Angeles 1984. Startował w kategorii 90 kg.
Czwarty na igrzyskach afrykańskich w 1987. Srebrny medalista mistrzostw Afryki w 1982 i brązowy w 1984.